# 1956 코파 델 헤네랄리시모 결승전
1956 코파 델 헤네랄리시모 결승전(스페인어: La Final de la Copa del Generalísimo de 1956)은 현재 코파 델 레이로 알려진 스페인 컵대회의 52번째 결승전이다. 이 경기는 1956년 6월 24일, 마드리드의 산티아고 베르나베우에서 열렸고, 아틀레티코 빌바오가 아틀레티코 마드리드를 2-1로 이기고 우승을 거두었다.

## 상세 경기 정보
| 아틀레티코 빌바오           | 2–1               | 아틀레티코 마드리드 |
| --------------------------- | ----------------- | ------------------- |
| 아르테체 37′ · 마구레기 70′ | 리포트 (스페인어) | 몰리나 26′          |

| 아틀레티코 빌바오:  |    |                        |
|                     |    |                        |
| GK                  | 1  | 카르멜로 세드룬        |
| DF                  | 2  | 호세 오루에            |
| DF                  | 3  | 헤수스 가라이          |
| DF                  | 4  | 카니토                 |
| MF                  | 5  | 호세 마리아 마구레기   |
| MF                  | 6  | 마우리                 |
| FW                  | 7  | 이그나시오 우리베      |
| FW                  | 8  | 펠릭스 마르카이다      |
| FW                  | 9  | 에네코 아리에타        |
| FW                  | 10 | 호세 아르테체          |
| FW                  | 11 | 아구스틴 가인사 (주장) |
| 감독:               |    |                        |
| 페르디난트 다우치크 |    |                        |

| 아틀레티코 마드리드: |    |                   |
|                      |    |                   |
| GK                   | 1  | 마누엘 파소스     |
| DF                   | 2  | 체체 마르틴       |
| DF                   | 3  | 에리베르토 에레라 |
| DF                   | 4  | 베르데            |
| MF                   | 5  | 호세 에르난데스   |
| MF                   | 6  | 라몬 코보 (주장)  |
| FW                   | 7  | 미겔              |
| FW                   | 8  | 프란시스코 몰리나 |
| FW                   | 9  | 호아킨 페이로     |
| FW                   | 10 | 아구스틴          |
| FW                   | 11 | 엔리케 코야르     |
| 감독:                |    |                   |
| 안토니오 바리오스    |    |                   |

## 같이 보기
다음은 위의 두 구단끼리 맡붙은 다른 결승전이다:
- 1921 코파 델 레이 결승전
- 1985 코파 델 레이 결승전
- 2012 UEFA 유로파리그 결승전